# Liel Abada
Liel Abada (ur. 3 października 2001 w Petach Tikwie) – izraelski piłkarz występujący na pozycji napastnika w amerykańskim klubie Charlotte FC oraz w reprezentacji Izraela. Wychowanek Hapoelu Petach Tikwa, w trakcie swojej kariery grał także w Maccabi Petach Tikwa i Celtiku.